# Aqueduc de Ségovie
L’aqueduc de Ségovie, en Espagne, a été édifié dans la deuxième moitié du Ier ou au début du IIe siècle, du règne de Claude à celui de Trajan, selon les avis.
Il a été construit afin d'amener l'eau de source depuis les montagnes, à 17 km, vers les fontaines, les bains publics et les maisons privées de la ville de Ségovie. Il est resté en service jusqu'en 1973. 
Sa section surélevée, avec ses 167 arches, est l'un des ponts-aqueducs romains les mieux conservés et le symbole le plus important de Ségovie, comme en témoigne sa présence sur les armoiries de la ville. La vieille ville de Ségovie et l'aqueduc ont été inscrits au patrimoine mondial de l'UNESCO en 1985.
En 1974, les 2 000 ans du monument ont été célébrés : à cette occasion, une plaque commémorative offerte par la ville de Rome a été posée sur le monument.

## Description

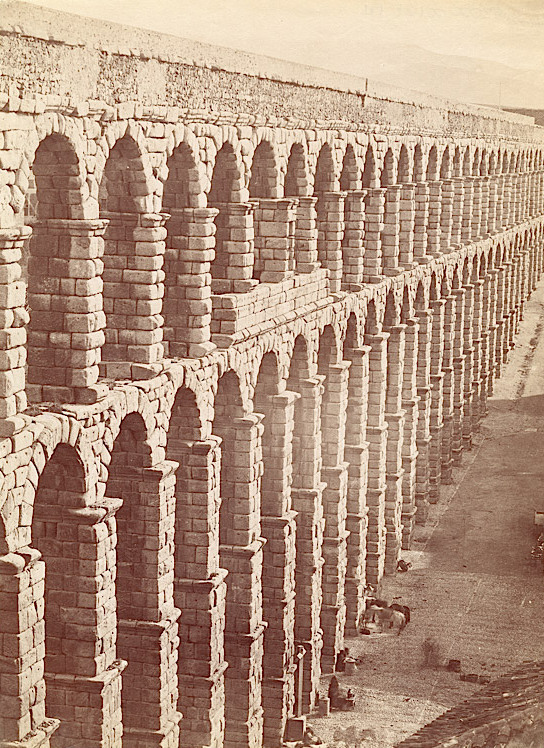
Aqueduc de Ségovie par Juan Laurent, c. 1856-1867, Department of Image Collections, National Gallery of Art Library, Washington, DC.

Cet aqueduc est sans aucun doute le plus important vestige romain de toute l'Espagne, perpétuant l'image de la ville de Ségovie.
L'eau était captée dans la rivière Fuenfría à 17 km de Ségovie, puis acheminée vers la région de La Acebeda, 15 km plus loin. Elle était distribuée dans la ville fortifiée à partir d'un château d'eau appelé castellum aquae (en espagnol El Caserón), puis conduite par une canalisation jusqu'à une deuxième tour nommée Casa de Aguas, où l'eau était décantée. Puis elle parcourait 728 m sur une pente à 1 % jusqu'à atteindre le Postigo, affleurement rocheux sur lequel se trouve le centre-ville fortifié avec son Alcázar.
Le cours souterrain du canal principal est matérialisé dans la ville par des dallages spéciaux sur les trottoirs.
Pour rejoindre la vieille ville, l'eau était acheminée par le pont-aqueduc. Sur la Plaza de Díaz Sanz, la structure fait un virage abrupt et se dirige vers la Plaza Azoguejo. C'est là que l’aqueduc déploie son caractère monumental, sur une longueur de 813 mètres. La partie monumentale de l’aqueduc de Ségovie atteint une hauteur de 28,5 mètres. Il compte 75 arches simples et 44 arches doubles, soit en tout 166 arcs. Les 20 400 blocs de granite ne sont liés que par leur poids, sans aucun liant ni mortier,. Les pierres présentent de petites cavités latérales, nécessaires à l'utilisation de la louve (pince auto-serrante) pour le levage des blocs.
Le premier tronçon de l'aqueduc, qui comporte 36 arcs en plein cintre, a été reconstruit au XVe siècle pour restaurer une partie détruite par les Maures en 1072. La ligne d'arcs s'organise sur deux niveaux. Au niveau supérieur, les arches mesurent 5,1 m sur 16,1 m de large. Les piliers supérieurs sont à la fois plus courts et plus étroits que ceux du niveau inférieur. Le sommet de la structure accueille le canal par lequel l'eau circule à travers une rigole en forme de U mesurant 0,55 m de hauteur sur 0,46 m de large. Le sommet de chaque pilier a une section transversale de 1,8 m sur 2,5 m, tandis que la section de base mesure 2,4 m sur 3 m.

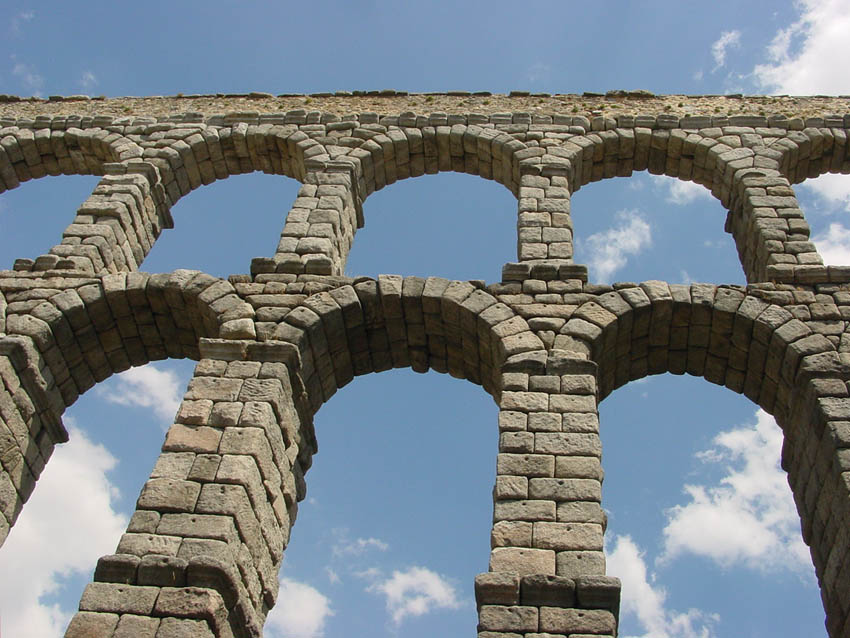
Le granite est assemblé à sec.
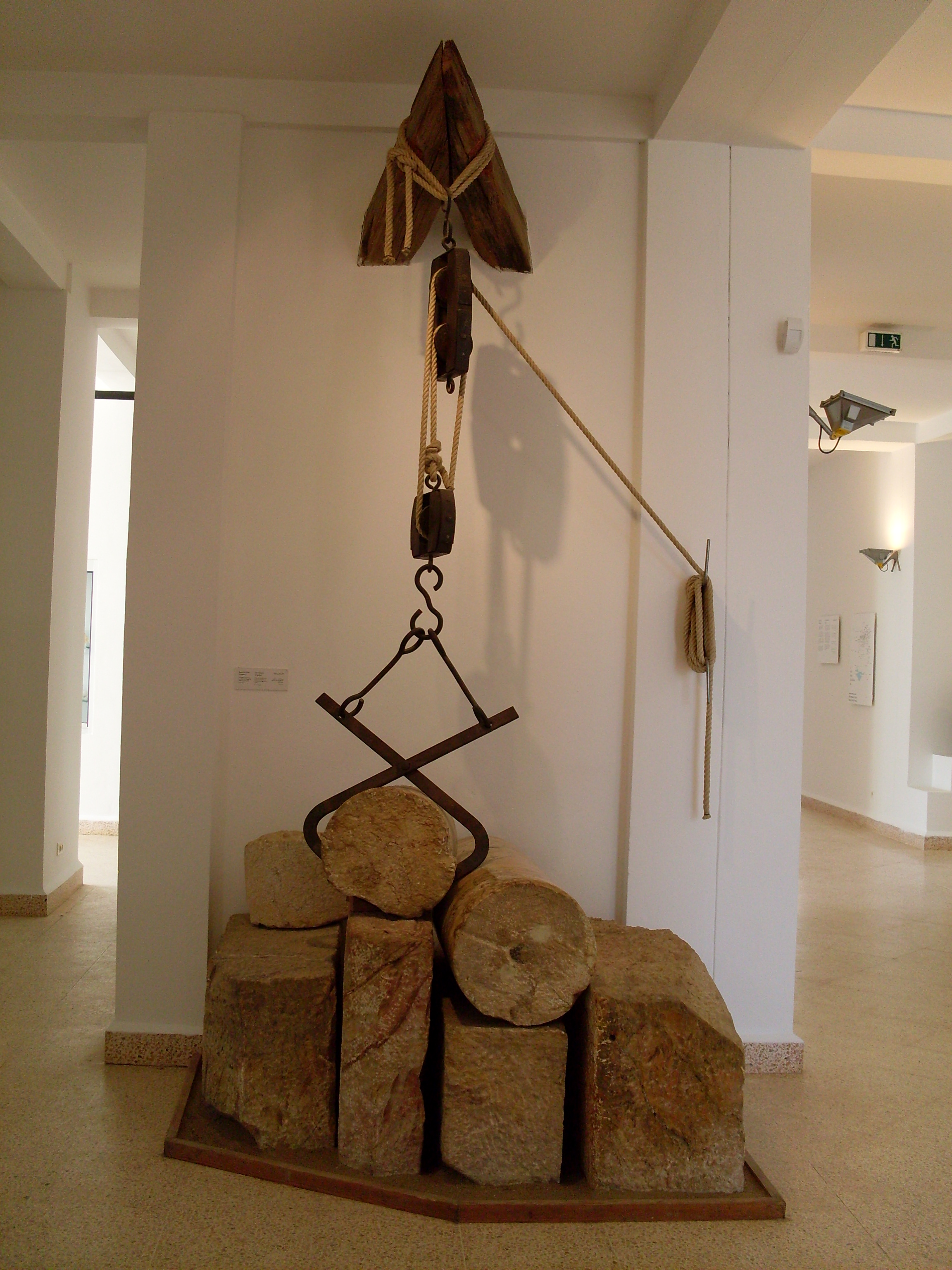
Pince auto-serrante romaine.
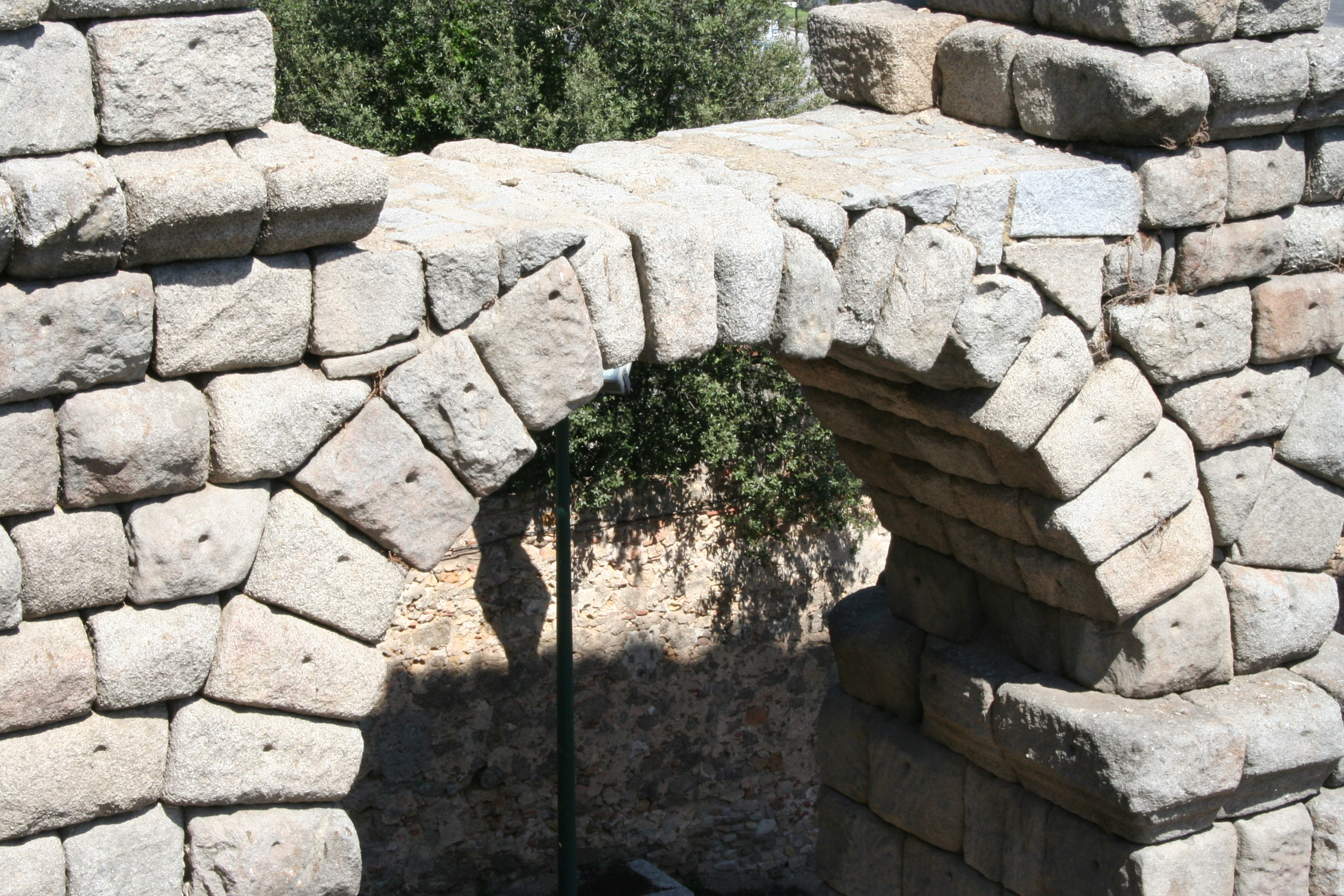
Détail d'un arc.

## Datation
Une grande base de pierre de taille est visible au-dessus des trois plus hautes arches : elle affichait probablement une inscription en l'honneur du constructeur, surmontée d'un édicule formant deux niches (une sur chaque face du monument) qui devaient jadis abriter des statues d'Hercule, fondateur légendaire de la ville. Aujourd'hui, on y voit des statues de la Mère de Dieu (Virgen de la Fuencisla) et de saint Sébastien, mentionnées dès le XVIe siècle.
La date de construction de l'aqueduc a longtemps été un mystère, même si on pensait qu'elle se situait au Ier siècle apr. J.-C., probablement sous les règnes des empereurs Domitien, Nerva ou Trajan. En effet, l'aqueduc ne porte aucune inscription commémorative directement lisible, mais seulement les traces d’une inscription latine monumentale, autrefois bien en vue au-dessus du premier étage des arcades, mais aujourd'hui et depuis longtemps 
illisible pour les passants, car réduite aux profondes perforations qui maintenaient les tenons scellés des lettres de bronze qui formaient l'inscription. Il a fallu attendre la seconde moitié du XXe siècle pour que les épigraphistes proposent des interprétations fondées sur l'étude scientifique de cet ensemble de perforations.
En 1975, A. Ramirez Gallardo a proposé la lecture suivante :

« Ti(berius) Claudius, pont(ifex) max(imus) VIII, co(n)s(ul) III tribunicia potestate VIIII, imp(erator), p(ater) p(atriae) omnium fecit. »

La construction de l'ouvrage, si l'on acceptait cette lecture, pourrait remonter au règne de Claude, c'est-à-dire aux environs de l'an 50.
En 1992, l'épigraphiste Géza Alföldy étudie à nouveau les points d'ancrage des lettres disparues et propose la lecture suivante :

« Imp(eratoris) Nervae Traiani Caes(aris) Aug(usti), p(ontificis) m(aximi), tr(ibunicia) p(otestate) II, co(n)s(ulis) II, patris patriae jussu
P(ublius) Mummius Mummianus et P(ublius) Fabius Taurus II viri munic(ipii) Fl(avii) Segoviensium aquam restituerunt. »

Il en déduit que la construction aurait été ordonnée par l'empereur Domitien (81-96) et propose l'année 98 apr. J.-C. comme la date d'achèvement la plus probable. Mais en 2016, de nouvelles preuves archéologiques ont été publiées, qui indiquent une date légèrement ultérieure, après 112 apr. J.-C., donc sous le règne de Trajan, ou au début de celui d'Hadrien, à partir de 117 apr. J.-C.

## Tradition populaire
Selon une légende locale, une jeune fille, qui devait parcourir tous les jours à pied 19 km pour aller puiser son eau, aurait déclaré un soir au crépuscule : « Je donnerai mon âme à celui qui, durant la nuit, trouvera moyen de conduire l'eau et l'amener en ville. » Le diable se porta d'accord, mais au lever du soleil, il manquait encore une pierre ; la fille garda son âme et le Malin dut finir l'ouvrage ; les enfoncements sur les pierres seraient la trace des doigts du diable.

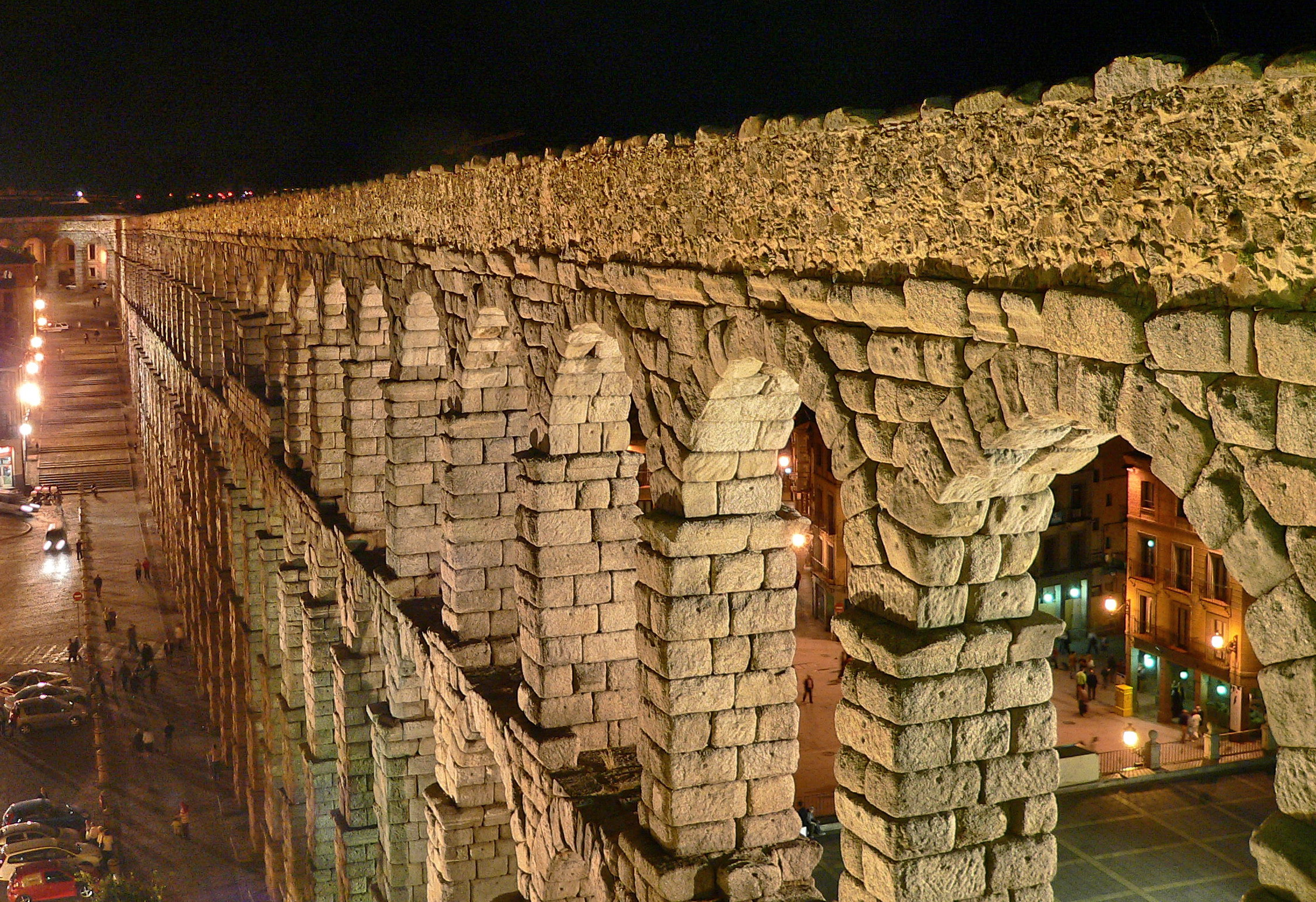
Vue pendant la nuit
Vue d'en dessous